# Wartburg (Południowa Afryka)
Wartburg – miasteczko w Republice Południowej Afryki, położone w prowincji KwaZulu-Natal, w dystrykcie uMgungundlovu, w gminie uMshwathi, której jest siedzibą administracyjną.